# مونتيفلافيو
مونتيفلافيو هي كومونا في مدينة روما العاصمة في منطقة لاتيوم الإيطالية، وتقع على بعد حوالي 35كيلومتر (22ميل) شمال شرق روما.
تقع مونتيفلافيو على حدود البلديات التالية: ليسينزا، مونتوريو رومانو، موريكون، بالومبارا سابينا، سان بولو دي كافاليري، سكاندريجليا.

## الثقافة
من خلال مهرجان «دقيق الذرة الصفراء» (الأحد الثاني من شهر أكتوبر)، من الممكن تناول عصيدة من دقيق الذرة (عصيدة الذرة السميكة) مع نبيذ جديد يصب من خلال الأكشاك في الشوارع وفي الميدان الرئيسي لمونتيفلافيو.

## روابط خارجية
- موقع جمعية Pro-loco